# Hans von Ohain
Hans Joachim Pabst von Ohain (14 de desembre de 1911 - 13 de març de 1998) va ser un físic i inventor alemany. És l'inventor del motor de reacció utilitzat en els primers avions amb motor de reacció del món.

## Biografia
Va néixer a Dessau el 1911 i posteriorment la seva família es va traslladar a Berlín.

### Estudis
Després d'obtenir el batxillerat al Arndt-Gymnasium Dahlem el 1930, von Ohain va estudiar física a Göttingen, Rostock i Berlín. El 1935 es va doctorar a la Universitat de Göttingen amb Robert Wichard Pohl en física amb una tesi sobre la teoria de les ones de la llum i el so. Això també va donar lloc al mètode i dispositiu patentat per convertir les vibracions en fluctuacions lleugeres.

### Desenvolupament de motors de reacció
Ja el 1934, va començar a interessar-se en un nou sistema de propulsió sense hèlix per a aeronaus i va experimentar al seu càrrec. Hans von Ohain va rebre l'assistència tècnica del mecànic d'automòbils Max Hahn al taller on reparava el seu cotxe. Per obtenir un motor lleuger i compacte, va triar un compressor radial i una turbina radial. El 1936, va patentar el "Mètode i aparell per a produir corrents d'aire per impulsar aeronaus" on apareixen les idees bàsiques del motor amb compressor, cambra de combustió, turbina i propulsador
Tot i que el seu model de demostració construït a Göttingen no havia funcionat satisfactòriament, el seu director de doctorat Robert Wichard Pohl va reconèixer el potencial de la idea i va establir un contacte entre von Ohain i el dissenyador d'avions i l'emprenedor Ernst Heinkel. Hans von Ohain va aconseguir convèncer-lo de la seva idea i fer-lo partidari del projecte perquè Heinkel era un amic entusiasta de les innovacions en la construcció d'avions. A més dels fons, Heinkel va proporcionar una àrea de treball estrictament protegida de la resta de la planta de Heinkel
A partir de 1936, Hans Pabst von Ohain i el seu equip van desenvolupar un motor de reacció de combustible líquid, el Heinkel HeS 3, a Ernst Heinkel Flugzeugwerke, alhora que es va dissenyar i construir un avió precisament a mida, el Heinkel He 178. Les primeres proves de vol amb el motor van tenir lloc amb un Heinkel He 118, a la qual estava unit el motor. Després de diversos retards, el He 178 va volar per primera vegada el 27 d'agost de 1939 a Rostock.
Les empreses Junkers i BMW havien estat desenvolupant els seus propis conceptes de motor de reacció des de 1936, que van portar als els motors Junkers Jumo 004 i BMW 003. Aquests es van utilitzar en els avions a reacció Messerschmitt Me 262 i Arado Ar 234. Hans von Ohain va desenvolupar el HeS 011 amb Heinkel, que tenia menys etapes de compressor que la competició i es suposava més potent, però no va arribar a la producció en sèrie.

### Postguerra
El 1947, com a part de l'Operació Paperclip, Hans Pabst von Ohain va ser portat als Estats Units, com molts altres enginyers alemanys amb invencions rellevants per a la tecnologia militar. Primer va treballar per a la Força aèria i va col·laborar en el desenvolupament de l'avió a reacció. El 1956 Hans von Ohain es va convertir en director del Laboratori de Recerca Aeronàutica de la Força Aèria; El 1975 va ser ascendit a desenvolupador en cap del Laboratori d'Aeropropulsió. El 1979, Hans von Ohain va començar a exercir a l'Institut de Recerca de la Universitat de Dayton fins al 1992. Va morir a Melbourne, Florida el 1998.